# Condrosarcoma
El condrosarcoma és un càncer compost de cèl·lules transformades de les cèl·lules que produeixen cartílag. El condrosarcoma és membre d'una categoria de tumors d'os i teixits tous coneguts com a sarcomes. Al voltant del 30% dels càncers del sistema esquelètic són condrosarcomes. És resistent a la quimioteràpia i la radioteràpia. A diferència d'altres càncers ossis primaris que afecten principalment als nens i adolescents, la condrosarcoma pot presentar-se a qualsevol edat. Afecta més sovint l'esquelet axial que l'apendicular.